# Euglossa mourei
Euglossa mourei är en biart som beskrevs av Dressler 1982. Euglossa mourei ingår i släktet Euglossa, tribus orkidébin, och familjen långtungebin. Inga underarter finns listade.